# História da Polônia na Idade Média
Este artigo cobre a história da Polónia na Idade Média. Esta época cobre aproximadamente um milênio, do século V ao XVI. É comumente datado da Queda do Império Romano do Ocidente e contrastado com um Período Moderno posterior. O período durante o qual se desenrolou a ascensão do humanismo no Renascimento italiano e na Reforma está geralmente associado à transição para fora da Idade Média, com a expansão ultramarina europeia como um processo subsequente, mas tais datas são aproximadas e baseadas em argumentos matizados.

## Primeira Idade Média
As primeiras ondas de migração eslava estabeleceram-se na área do alto rio Vístula e em outras partes das terras do atual sudeste da Polônia e sul da Mazóvia, vindas das regiões superior e média do rio Dniepre. Os resultados de um estudo genético realizado por pesquisadores da Universidade Médica de Gdańsk "apoiam a hipótese de que a mais antiga pátria conhecida dos eslavos na bacia do médio Dniepre".  Os eslavos ocidentais vieram principalmente do ramo eslavo mais ocidental, chamado esclavenos pelo historiador bizantino Jordanes em sua Gética, sendo o ramo oriental os antes. [a] Os eslavos migraram pela primeira vez para a Polónia na segunda metade do século V, cerca de meio século depois de estes territórios terem sido desocupados pelas tribos germânicas (após um período durante o qual os assentamentos estavam ausentes ou eram raros).   De acordo com as referências fornecidas neste artigo e na Polônia no início da Idade Média, muitos estudiosos agora acreditam que as tribos eslavas não estavam presentes na Polônia antes do primeiro período medieval, [b] embora a visão oposta, predominante na pré-história e proto-história polonesas no passado, ainda está representado.  
A partir daí, ao longo do século VI, a nova população dispersou-se para norte e oeste. Os eslavos viviam principalmente do cultivo, mas também se dedicavam à caça e à coleta. As suas migrações ocorreram enquanto a Europa Oriental e Central era invadida a partir do leste por ondas de povos e exércitos como os hunos, ávaros e magiares.

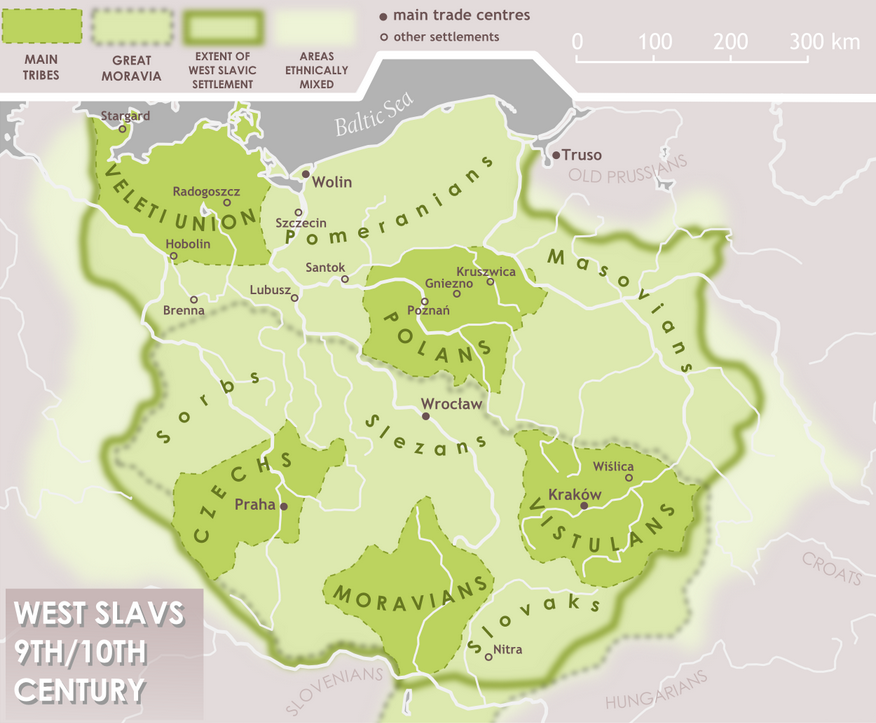
Tribos eslavas ocidentais nos séculos IX/X (os eslovacos não existiam nos séculos IX/X)

Várias tribos polonesas eslavas ocidentais formaram pequenos estados, começando no século VIII, alguns dos quais mais tarde se fundiram em estados maiores. Entre essas tribos estavam os Vistulanos ( Wiślanie ) no sul da Polônia, com Cracóvia e Wiślica como seus principais centros (grandes centros fortificados foram construídos em seu país no século IX), mas mais tarde a(s) tribo(s) referida(s) como polanos ( Polanie —literalmente, "gente do campo") provaria ser de importância histórica decisiva. No final do século IX, os Vistulanos faziam parte da Grande Morávia, segundo algumas teorias.
Os estados tribais construíram muitos gords – estruturas fortificadas com paredes e aterros de barro e madeira – a partir do século VII. Alguns deles foram desenvolvidos e habitados; outros apresentavam um grande espaço vazio e podem ter servido principalmente como refúgio em tempos difíceis. Os polacos colonizaram as planícies em torno de Giecz, Posnânia e Gniezno que se tornariam o antigo centro da Polónia e emprestaram o seu nome ao país. Eles passaram por um período de construção acelerada de assentamentos fortificados do tipo gord e de expansão territorial, começando na primeira metade do século X, e o estado polonês desenvolveu-se a partir de suas políticas tribais na segunda metade do século X.

## Alta Idade Média
O estado polaco começa com o governo de Miecislau I da Dinastia piasta na segunda metade do século X. Miecislau escolheu ser batizado na Igreja Latina Ocidental em 966. Após o seu surgimento, a nação polaca foi liderada por uma série de governantes que converteram a população ao cristianismo, criaram um reino forte e integraram a Polónia na cultura europeia. O filho de Miecislau, Boleslau I Crobri, estabeleceu uma província da Igreja Polonesa, buscou conquistas territoriais e foi oficialmente coroado, tornando-se o primeiro Rei da Polônia. Isto foi seguido pelo colapso da monarquia e pela restauração sob Casimiro I. O filho de Casimir, Boleslau II, o Ousado, envolveu-se fatalmente em um conflito com a autoridade eclesiástica e foi expulso do país. Depois que Boleslau III dividiu o país entre seus filhos, a fragmentação interna corroeu a estrutura inicial da monarquia piasta nos séculos XII e XIII. Um dos duques piastas regionais convidou os Cavaleiros Teutônicos para ajudá-lo a lutar contra os pagãos prussianos do Báltico, o que causou séculos de guerra entre a Polônia e os Cavaleiros e depois com o estado prussiano alemão. O Reino foi restaurado sob Vladislau I, o Cotovelo, fortalecido e expandido por seu filho Casimiro III, o Grande. As províncias ocidentais da Silésia e da Pomerânia foram perdidas após a fragmentação e a Polónia começou a expandir-se para leste. A consolidação no século XIV lançou as bases para, após os reinados de dois membros da dinastia angevina, o novo e poderoso Reino da Polónia que se seguiria. O Reino da Polónia (português europeu) ou Reino da Polônia (português brasileiro) (Polonês: Królestwo Polskie; Latim: Regnum Poloniae)  foi fragmentada pelo O duque Boleslau III, que reinou de 1102 a 1138, tentou dar fim aos repetidas lutas entre várias reivindicações pelo cenário do governo da Polônia em uma posição mais formal. Em seu testamento, ele dividiu suas terras em cinco ducados e distribuiu a todos os seus filhos.
Para garantir a unidade, ele estabeleceu o Princípio Senhorial, que declarou que o membro mais velho da dinastia poderia ser o alto-duque e ter poder supremo sobre os outros duques. O alto-duque reinava, em adição ao ducado que ele herdou, sobre invisível parte senhorial uma vasta tira de terra correndo abaixo de norte à sul o interior da Polônia, com Cracóvia como cidade-chefe. As prerrogativas do alto-duque também incluía o controle sobre a Pomerânia, um feudo do Sacro Império Romano-Germânico. A ascensão do duque piasta Ladislau I pôs o fim das lutas de poder à toda nobreza polonesa. Ele uniu diversos principados da Polônia e em 1320 ele é coroado rei. O seu filho Casimiro III, o Grande fortemente reforçou o estado polonês tanto em assuntos estrangeiros quanto em domésticos.

## Final da Idade Média
Começando com o grão-duque lituano Jogaila (Ladislau II Jagelão), a Dinastia jaguelônica (1385–1569) formou a união polaco-lituana. A parceria trouxe vastas áreas da Rus controladas pela Lituânia para a esfera de influência da Polónia e revelou-se benéfica para os polacos e os lituanos, que coexistiram e cooperaram numa das maiores entidades políticas da Europa durante os quatro séculos seguintes. Na região do mar Báltico, a luta da Polónia com os Cavaleiros Teutónicos continuou e incluiu o marco da Paz de Espinho sob o rei Casimiro IV Jagelão; o tratado criou o futuro Ducado da Prússia. No sul, a Polónia confrontou o Império Otomano e os tártaros da Crimeia, e no leste ajudou a Lituânia a combater o Grão-Ducado de Moscovo. A Polónia estava a desenvolver-se como um estado feudal, com uma economia predominantemente agrícola e uma componente de nobreza fundiária cada vez mais dominante. A lei Nihil novi adotada pelo Sejm ( parlamento ) polonês em 1505, transferiu a maior parte do poder legislativo do monarca para o Sejm. Este acontecimento marcou o início do período conhecido como "Liberdade Dourada", quando o estado era governado pela nobreza polaca "livre e igual". Os movimentos da Reforma Protestante fizeram incursões profundas no cristianismo polonês, o que resultou em políticas de tolerância religiosa únicas naquela época na Europa. As correntes renascentistas europeias evocaram na Polónia Jaguelónica tardia (reis Sigismundo I, o Velho e Sigismundo II Augusto) um imenso florescimento cultural. A expansão territorial da Polónia e da Lituânia incluiu a região do extremo norte da Livónia.  